# Vincenzo Florio

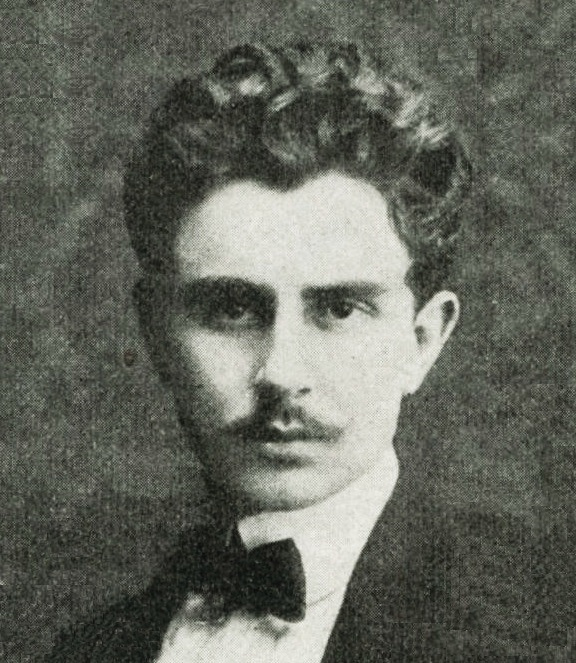
Le chevalier Vincenzo Florio (vers 1905).

Le comte Vincenzo Florio, Jr. (18 mars 1883, Palerme – 6 janvier 1959, Épernay) était un industriel viticole, et pilote automobile italien.

## Biographie

### Famille et fortune
Son père, Ignazio Florio (1838-1891), est sénateur, héritier d'une dynastie fondée par le père et l'oncle de Vincenzo Florio au début du XIXe siècle. Avec le Génois Raffaele Rubattino, il était à l'origine de la fondation, en 1881, de la Navigazione Generale Italiana. Sa mère est la baronne Giovanna d'Ondes Trigona (1843-1917), descendante de l'amiral Francesco Caracciolo.
Encore mineur à la mort de son père, Vincenzo hérite d'un tiers de l'immense patrimoine familiale, évalué à 100 millions de lires, dont l'usine de vin de Marsala, les îles Égades avec les pêcheries de thon, la mine de soufre de Bosco, la propriété de l'Arenella et la maison de commerce sous la raison sociale I. et V. Florio. Son frère aîné, hériter des deux tiers restants, prend en charge la gestion des affaires à laquelle Vincenzo ne s'intéressera jamais.

### Courses automobiles et nautiques
Vincenzo est notamment connu pour être le créateur des célèbres courses automobiles Targa Florio et Coppa Florio, Henri Desgrange lui ayant personnellement recommandé d'organiser une compétition en Sicile (ainsi que le directeur de courses de la Coppa Brescia, Mercanti). Il organise aussi parfois des courses de canots automobiles, comme en 1907 avec Le Trophée de la Perle de Méditerranée.
En 1902 et 1904, il remporte les deux sprints de Padoue (dont Padova-Bovolenta), sur Panhard 40hp (Targa Rignano), et il bat la même année avec la voiture le record mondial des 10 kilomètres. En 1904 il dispute la première édition de la Coppa Florio sur Mercedes 60hp (troisième), récidivant en 1905. En février de cette même année 1905, il a préalablement remporté le Meeting de Cannes sur Mercedes 90hp, empochant au passage la Coupe de l'Automobile Club de Cannes.
Entre 1906 et 1909, il gagne chaque saison en Sicile les courses de voiturettes dites du Circuit de Sicile et de la Course de Madonie, sur De Dion-Bouton (exception faite en avril 1907 avec le Français Louis Naudin lors de la Course des Voiturettes de Madonie, Florio cependant deuxième, toujours sur De Dion-Bouton). En côte, il s'imposa au Monte Pellegrino en 1908 (sur Steyr).
Il participe encore au Grand Prix de France 1906, au Kaiserpreis de 1907, et au Saint-Pétersbourg-Moscou de 1908.
En 1906, Vincenzo Florio organise également la « Perla del Mediterraneo », course en bateau à moteur autour de l'île.

## Galerie d'images

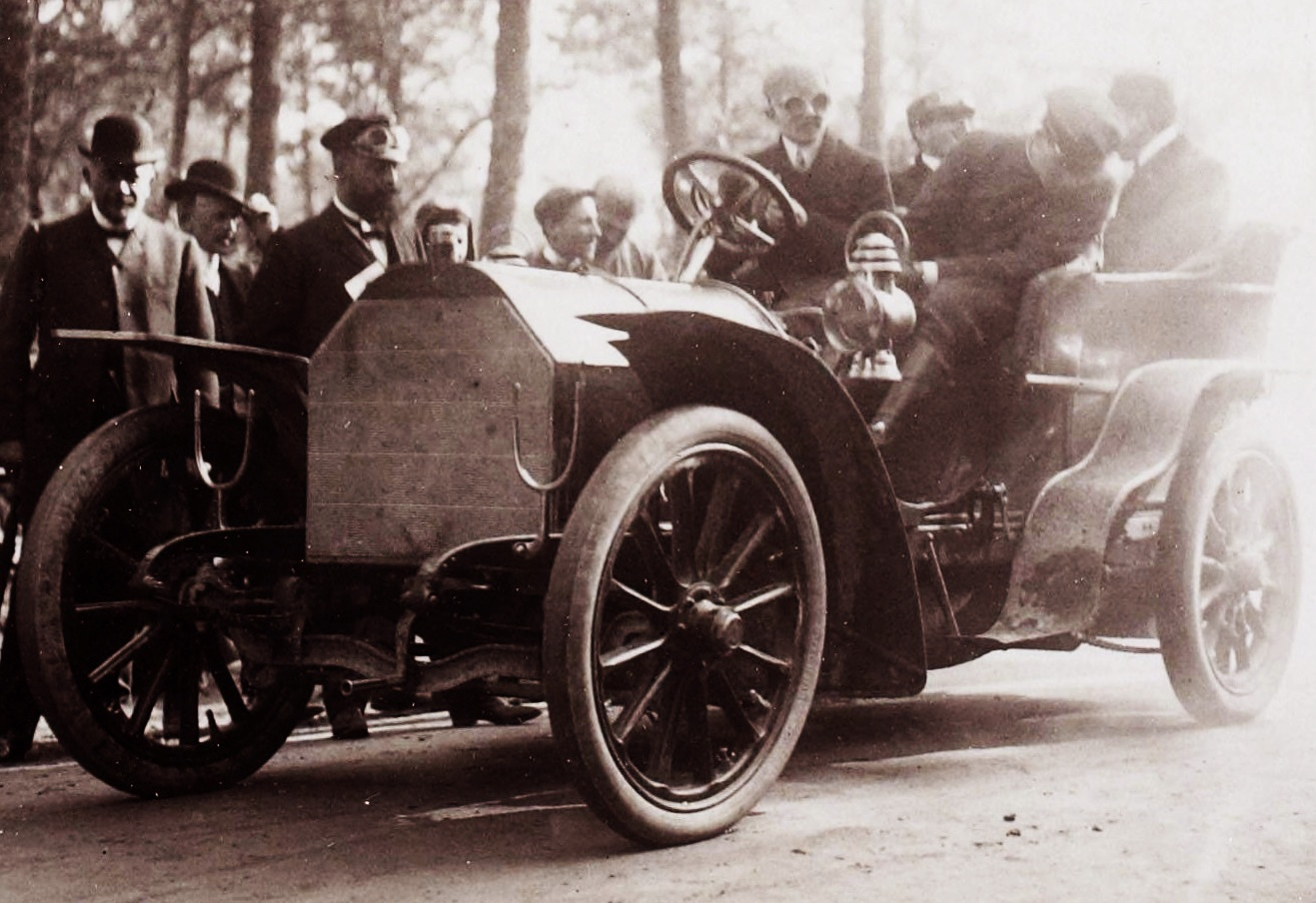
Le chevalier Vincenzo Florio au kilomètre de Dourdan en 1904 (sur Mercedes 60 hp).
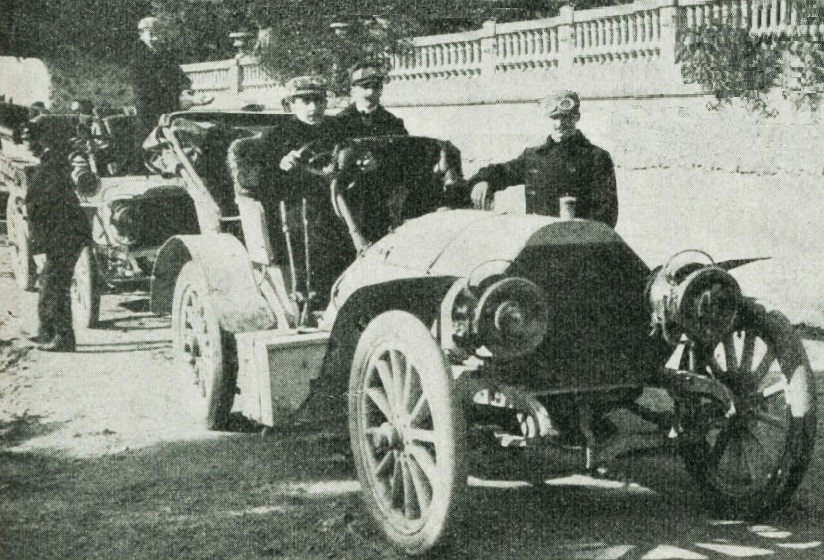
Vincenzo Florio vainqueur du Meeting de Cannes en février 1905 sur Mercedes 90 hp.
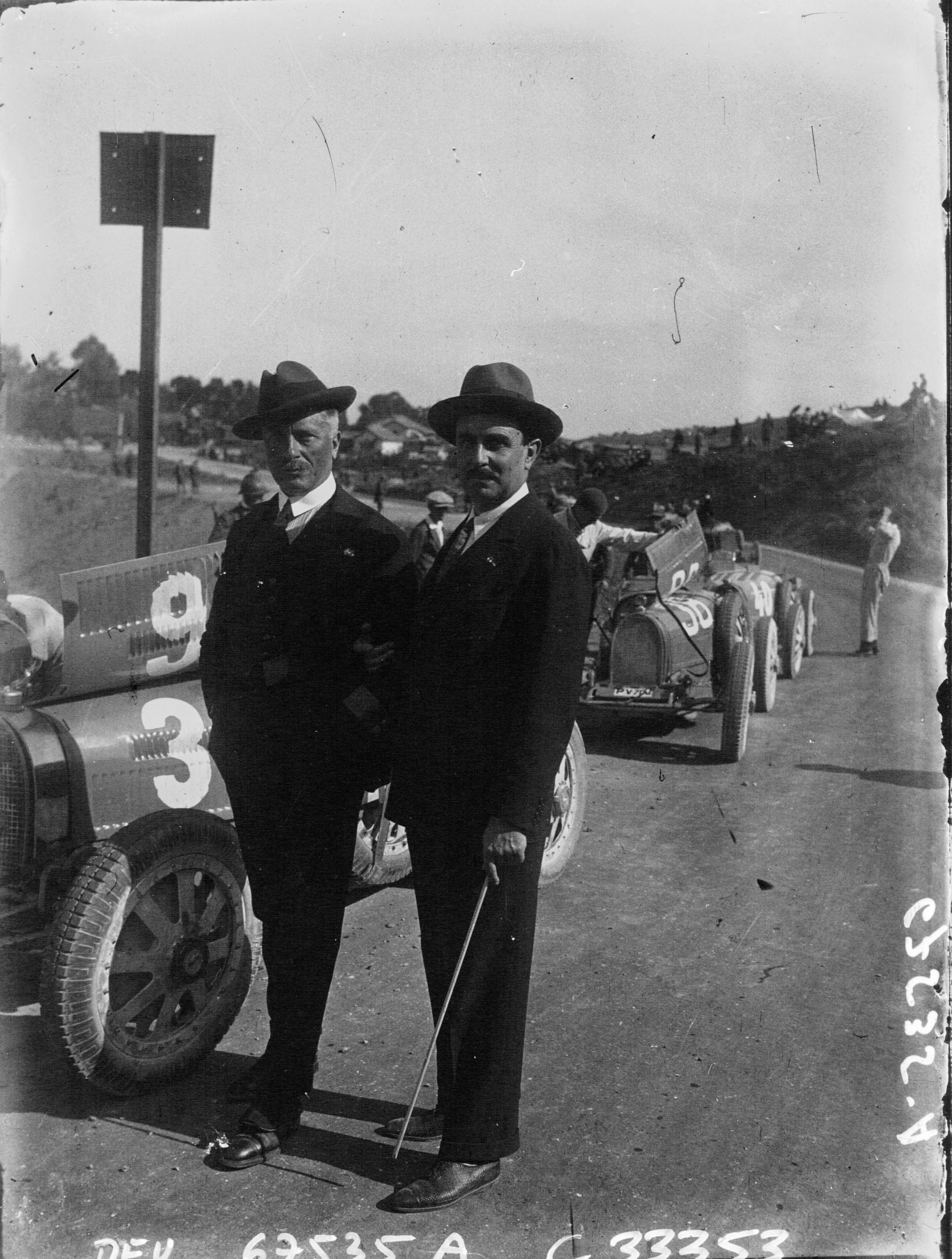
Florio (centre avec canne) et Mercanti, à la Targa Florio 1929.
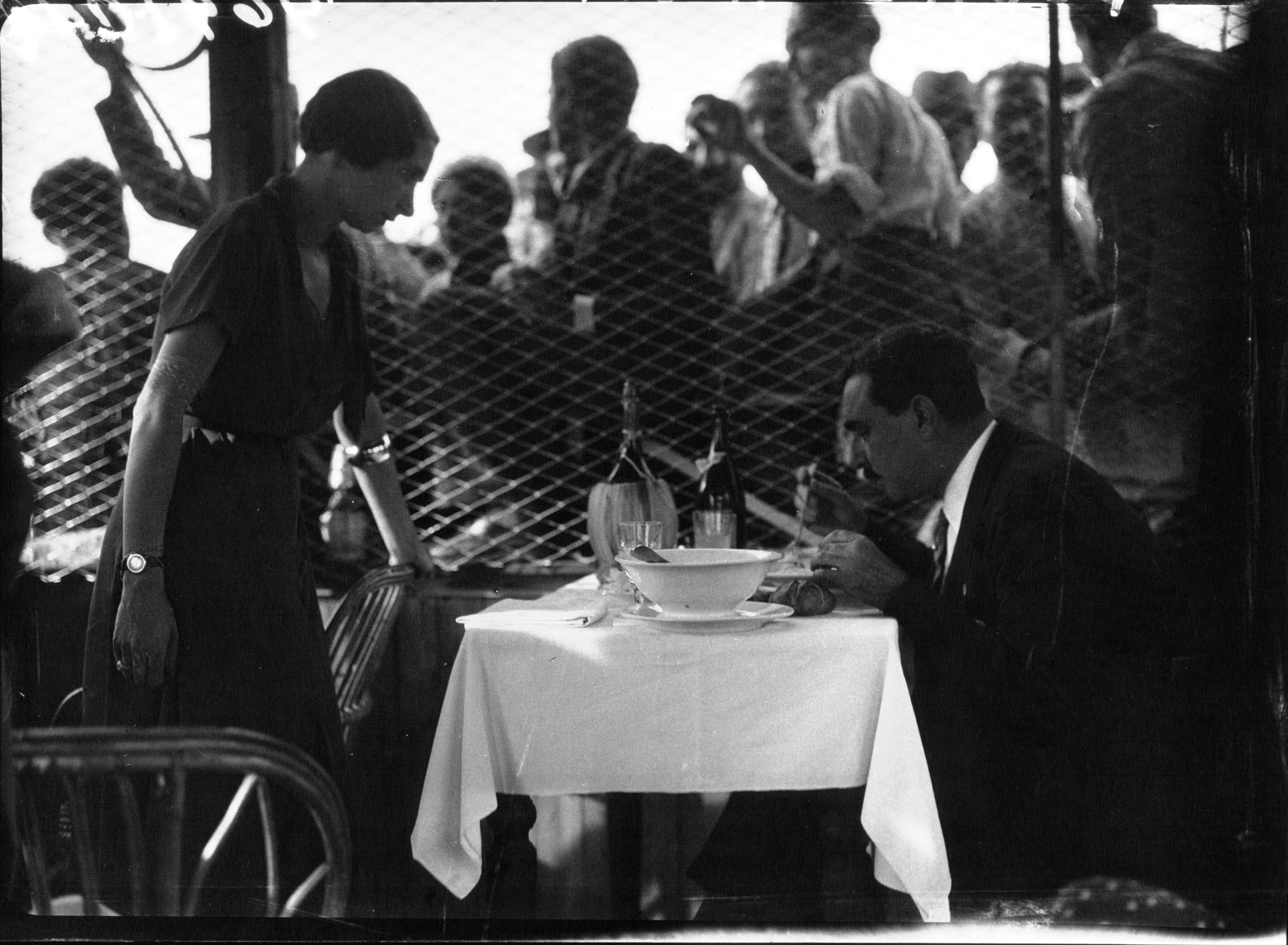
Vincenzo Florio au GP de Monza 1932.